# Uttoxeter
Uttoxeter este un oraș în comitatul Staffordshire, regiunea West Midlands, Anglia. Orașul se află în districtul East Staffordshire. 